# 红叶木姜子
红叶木姜子（学名：Litsea rubescens var. yunnanensis）为樟科木姜子属下的一个变种。